# 萧匹敌
萧匹敌（996年—1032年），字苏隐，一名昌裔。萧恒德之子，辽朝官员，契丹人。

## 经历
出生不到一个月，父母俱死，育於禁宫之中。长大后，与秦晋王耶律隆庆嫡女韩国长公主结婚，以所赐媵臣建州城，即头下军州渭州高阳军。拜驸马都尉，为殿前副点检。開泰八年（1019年），改任北面林牙。太平四年（1024年），为殿前都点检，出为国舅详稳。太平九年，渤海国人后裔大延琳叛乱，劫掠邻部，萧匹敌与南京留守萧孝穆往讨。
冬十月丙戌朔，以南京留守燕王萧孝穆为都统，国舅详稳萧匹敌为副统，奚六部大王萧蒲奴为都监讨大延琳。萧孝穆想让对方全城投降，就筑重城围之，数月，城中人暗中与外联系，擒大延琳，东京辽阳府平定，萧匹敌因立功封兰陵郡王。
太平十一年（1031年），辽圣宗病危。先前，钦哀皇后蕭耨斤与仁德皇后蕭菩薩哥不和，萧匹敌曾经为仁德皇后所喜欢，遭忌妒。当时护卫冯家奴受唆使，诬告仁德皇后弟弟萧浞卜与萧匹敌谋逆，以皇后摄政，妄议立新皇帝。妻子韩国长公主窃闻其谋，对匹敌说：“尔将无罪被戮。与其死，何若奔女直国以全其生！”匹敌曰：“朝廷讵肯以飞语害忠良。宁死弗适他国。”钦哀皇后摄政后，将其杀害。

## 辽史误记
《辽史校勘记》认为，辽史对萧匹敌生平记载有错误，原文“生未月父母俱死”，萧恒德于统和十四年（996年）赐死。说明萧匹敌生于统和十四年，而“统和八年改北面林牙。”统和八年为990年，与前文矛盾，因此辽史校勘记将“统和八年改北面林牙”改为“开泰八年改北面林牙”。

## 资料
- 《辽史 第八十八卷 列传第十八》
- 辽史校勘记